# Jean Frézal
Jean Frézal, né le 19 août 1922 à Bourges (Cher) et mort le 30 novembre 2007 à Paris 15e, est un médecin français du XXe siècle, spécialiste de la génétique, fondateur en 1968, au sein de l'hôpital Necker-Enfants malades de Paris du premier laboratoire français de cartographie des gènes humains associé à une unité clinique.
Jean Frézal a instauré en France le test de Guthrie à réaliser à J3 post partum pour dépister la phénylcétonurie.

## Biographie
Après des études secondaires au Lycée Alain-Fournier de Bourges et supérieures au sein des facultés de médecine et des sciences de Paris, il est docteur en médecine d’études supérieures de génétique en 1951.
En 1971, Jean Frézal fonda l'université Paris V René-Descartes dont il devint le président. Il fut également le premier président de la Conférence des présidents d'Universités. Considéré comme un pionnier de la génétique médicale, auteur de plusieurs centaines d'articles scientifiques, il fut expert auprès de l'Organisation mondiale de la Santé et nommé Conseiller d'Etat.

## Décorations
- Commandeur de la Légion d'honneur
- Croix de guerre 1939-1945

## Hommages
En 2014, son nom est donné à un amphithéâtre de la faculté de médecine Paris Descartes, sur le site des Cordeliers dans le quartier latin.
En 1983, il été fait Docteur 'honoris causa' de l'Université Nouvelle de Lisbonne (Universidade Nova de Lisboa), Faculté de Sciences Médicales.